# Đorđe Petrović (Biathlet)
Đorđe Petrović (* 7. Mai 1991 in Sarajevo) ist ein bosnisch-herzegowinischer Biathlet.
Đorđe Petrović ist Student und lebt in Pale. Der Biathlet vom Verein Ski Klubb Romanija Pale wird von Dragan Zuber trainiert. 2000 begann er mit dem Biathlon und gehört seit 2006 dem Nationalkader seines Landes an. International startete er erstmals bei den Junioren-Europameisterschaften 2007 in Bansko, wo er 49. in Einzel und Sprint wurde. 2008 folgte die Junioren-EM in Nové Město na Moravě, dort lief Petrović auf die Plätze 70 im Einzel und 71 im Sprint. Im folgenden Jahr nahm er an den Junioren-Weltmeisterschaften in Ruhpolding teil und belegte die Plätze 90 im Einzel und 86 im Sprint. Zwischen 2007 und 2008 nahm Petrović am Junioren-Europacup teil und erreichte als bestes Ergebnis einen elften Platz in der Verfolgung von Bansko. Bestes Ergebnis bei den Junioren-Wettkämpfen der Sommerbiathlon-Weltmeisterschaften 2008 von Haute-Maurienne war ein 27. Platz im Verfolgungsrennen der Crosslauf-Wettbewerbe.
Seit der Saison 2008/09 startet Petrović im IBU-Cup. Erstes Großereignis bei den Herren wurden die Biathlon-Europameisterschaften 2009 in Ufa. Im Einzel erreichte er den 51. Platz, im Sprint und mit der Staffel beendete er die Rennen nicht.